# Jazztone
Jazztone was een Amerikaans platenlabel voor jazz. Het label bracht onder de naam Jazztone Society Record Club platen uit, die alleen waren te verkrijgen via een abonnement. Jazztone Society was een onderdeel van de platenmaatschappij Concert Hall, een onderneming die in de jaren veertig in New York was opgericht door de gebroeders Samuel en David Josefowitz. Dit label richtte zich in eerste instantie op klassieke muziek, die vanaf 1952 via een abonnement te verkrijgen was. In 1955 kochten de heren Josefowitz het jazzlabel Dial Records en daarmee was een nieuw label geboren: Jazztone. Tot 1958 verschenen op dit label tientallen platen met (eerder verschenen) jazz. 
Musici die in Amerika op het label werden uitgebracht waren onder meer Dexter Gordon, Coleman Hawkins, Henry "Red" Allen, Lee Wiley, Charlie Parker, Lionel Hampton, Lena Horne, Ivie Anderson, Erroll Garner, Sister Rosetta Tharpe, Benny Goodman en Billie Holiday.